# Hanazumi Hideyo
Hanazumi Hideyo (花角 英世 sinh ngày 22 tháng 5 năm 1958) là chính khách người Nhật Bản. Hiện tại, ông đang giữ chức vụ làm thống đốc tỉnh Niigata kể từ ngày 12 tháng 6 năm 2018.